# الحرية (صحيفة فلسطينية)
الحرية صحيفة سياسية فلسطينية أسبوعية أنشأتها االجبهة الديمقراطية الماركسية اللينينية لتحرير فلسطين.

## لمحة تاريخية
نُشرت صحيفة الحرية لأول مرة في العاصمة اللبنانية بيروت في 4 يناير 1960 على يد أعضاء حركة القوميين العرب، وترأس تحريرها أمين عام منظمة العمل الشيوعي في لبنان محسن إبراهيم. كانت الصحيفة ذات طابعا اشتراكيا، وكان معظم كتابها من مؤسسي حركة القوميين العرب وأعضائها الأكبر سناً. وفي عام 1969 أصبحت صحيفة الحرية ناطقة باسم كل من الجبهة الديمقراطية ومنظمة العمل الشيوعي في لبنان، ولكن اعتبارًا من عام 1977 أصبحت ناطقة بلسان الجبهة الديمقراطية لتحرير فلسطين. تصدر صحيفة الحرية كل يوم جمعة من كل أسبوع، ويتم تحريرها اليوم في سوريا، وتتولى المؤسسة العربية السورية لتوزيع الصحف والمطبوعات نشرها وتوزيعها في فلسطين وعدد دول العالم العربي من ضمنها لبنان وسوريا والأردن ومصر والعراق والجزائر، إلى جانب عدد من دول الأمريكتين. يرأس تحرير صحيفة الحرية في الوقت الحالي الكاتب محمد السهلي، ومن أبرز الكتاب الحاليين على صفحات الصحيفة الدكتور بول سالم الرئيس التنفيذي لمعهد كارنيغي الشرق الأوسط للدراسات والأبحاث الإقليمية، والكاتب العراقي عبد الرضا المادح، والكاتب الصحفي الفلسطيني ناصر اللحام رئيس تحرير وكالة معا الإخبارية.